# Les Amants (chanson)
Pour les articles homonymes, voir Les Amants.
Les Amants est une chanson du groupe Les Rita Mitsouko.

## Historique
Les Amants est le titre d'une chanson écrite à la demande de Léos Carax, pour son film Les Amants du Pont-Neuf, sorti en 1991.
La chanson figure sur l'album Système D, paru en 1993. La même année, un vidéo-clip est réalisé par Jean-Baptiste Mondino.